# William Marshal († 1265)
William Marshal, Lord of Norton (* nach 1200; † 1265) war ein englischer Adliger und Rebell.

## Leben
William entstammte einer Nebenlinie der Familie Marshal. Er war ein jüngerer Sohn von John Marshal und von dessen Frau Aline de Ryes. Sein Vater war ein unehelicher Sohn von John Marshal († 1194), damit war sein Vater ein Enkel von John Marshal († 1165) und ein Neffe von William Marshal, 1. Earl of Pembroke. Nach dem Tod seines Vaters 1235 erbte Williams älterer Bruder John die Familiengüter, während William am 28. November 1236 vom König das Amt des Marshal of Ireland verliehen wurde, das schon sein Vater innegehabt hatte. Nach dem kinderlosen Tod seines älteren Bruders John 1242 erbte William die Familienbesitzungen, darunter Norton in Northamptonshire, dazu war seine Mutter die Erbin der Baronie Hingham und anderen Gütern ihres Vaters Hubert de Ryes in East Anglia.
Marshal stand während des Zweiten Kriegs der Barone auf der Seite der Adelsopposition unter Simon de Montfort, 6. Earl of Leicester gegen König Heinrich III. Zusammen mit Thomas de Cantilupe, Peter de Montfort und wenigen anderen Baronen gehörte er der Delegation der Barone an, die Ende 1264 zum Schiedsspruch des französischen Königs, dem Mise of Amiens, nach Frankreich reiste. Er fiel 1265 im Kampf gegen die Anhänger des Königs.
Marshal hatte Elizabeth de Ferrers geheiratet, eine Tochter von William de Ferrers, 5. Earl of Derby und von dessen zweiten Frau Margaret de Quincy. Sein Erbe wurde sein Sohn John. Seine Witwe heiratete in zweiter Ehe Dafydd ap Gruffydd, den jüngeren Bruder des walisischen Fürsten Llywelyn ap Gruffydd.